# Thise
Thise település Franciaországban, Doubs megyében. Lakosainak száma 2990 fő (2022. január 1.). Thise Amagney, Besançon, Braillans, Chalèze, Chalezeule, Roche-lez-Beaupré és Marchaux-Chaudefontaine községekkel határos.

## Népesség
A település népessége az elmúlt években az alábbi módon változott:
| Lakosok száma | 1000 | 2554 | 2856 | 3225 | 3136 | 3091 | 3044 | 3020 | 3010 | 2990 |
|               | 1968 | 1982 | 1990 | 2006 | 2013 | 2015 | 2017 | 2019 | 2020 | 2022 |